# Mercat del Carme
El Mercat de la Mare de Déu del Carme, o simplement del Carme, era un edifici del Raval de Barcelona, actualment desaparegut.

## Història
A la postguerra espanyola va sorgir un «mercat de la misèria» a la part baixa del Raval, prop de les Drassanes Reials, i l'Ajuntament va voler regularitzar-lo creant un mercat a l'altra banda del Paral·lel, en un solar entre els carrers de la Carrera i el passeig de Colom (actualment Josep Carner), on hi havia hagut el Cos d'Enginyers de l'Exèrcit. El nou mercat es diria de la Mare de Déu del Carme, per una imatge de la Mare de Déu que hi havia a l'entrada dins una fornícula, i es va inaugurar el 9 de maig del 1950.
Al llarg de la dècada del 1960, l'Ajuntament de Barcelona va efectuar les expropiacions forçoses de les finques núms. 63-65 del carrer de l'Arc del Teatre, núms. 1-7 del carrer de Berenguer el Vell, i núms. 12-14 del carrer del Cid, per a construir el segon i definitiu mercat, obra dels arquitectes Josep Anglada, Daniel Gelabert i Josep Ribas (1968-1972). Va ser inaugurat el 13 de juny del 1972 per l'alcalde Porcioles i la seva obertura va causar la decadència de les veïnes Galeries El Cid, que ocupaven l'antic Cine Colón (Arc del Teatre, 58).
L'any 2003, el Mercat del Carme va tancar les portes definitivament, i el solar ara l'ocupen una plaça que connecta els carrers de l'Arc del Teatre i del Cid i la nova seu de l'Institut Nacional de la Seguretat Social (INSS).

## Descripció
El solar, de forma trapezoidal amb una superfície de 2.200 m², limitava amb els carrers de l'Arc del Teatre, Ramon Berenguer i el Cid. L'edifici constava de planta baixa, entresolat i coberta plana transitable (utilitzada com a aparcament de vehicles).